# Карашова (комуна)
Карашова (рум. Carașova) — комуна у повіті Караш-Северін в Румунії. До складу комуни входять такі села (дані про населення за 2002 рік):
- Карашова (2437 осіб) — адміністративний центр комуни
- Нермед (596 осіб)
- Ябалча (227 осіб)

Комуна розташована на відстані 344 км на захід від Бухареста, 11 км на південь від Решиці, 79 км на південний схід від Тімішоари.

## Населення
За даними перепису населення 2002 року у комуні проживали 3260 осіб.
Національний склад населення комуни:
| Національність            | Кількість осіб | Відсоток |
| ------------------------- | -------------- | -------- |
| хорвати                   | 2758           | 84,6%    |
| цигани                    | 146            | 4,5%     |
| румуни                    | 144            | 4,4%     |
| німці                     | 16             | 0,5%     |
| серби                     | 16             | 0,5%     |
| угорці                    | 12             | 0,4%     |
| болгари                   | 1              | < 0,1%   |
| чехи                      | 1              | < 0,1%   |
| не вказали національність | 4              | 0,1%     |

Рідною мовою назвали:
| Мова                  | Кількість осіб | Відсоток |
| --------------------- | -------------- | -------- |
| хорватська            | 2600           | 79,8%    |
| румунська             | 253            | 7,8%     |
| циганська             | 145            | 4,4%     |
| німецька              | 15             | 0,5%     |
| сербська              | 11             | 0,3%     |
| угорська              | 7              | 0,2%     |
| болгарська            | 1              | < 0,1%   |
| не вказали рідну мову | 4              | 0,1%     |

Склад населення комуни за віросповіданням:
| Релігія        | Кількість осіб | Відсоток |
| -------------- | -------------- | -------- |
| римо-католики  | 3017           | 92,5%    |
| православні    | 236            | 7,2%     |
| реформати      | 2              | 0,1%     |
| п'ятдесятники  | 2              | 0,1%     |
| греко-католики | 2              | 0,1%     |
| мусульмани     | 1              | < 0,1%   |